# Książę Piekieł: Devils and Realist
Książę Piekieł: Devils and Realist (jap. 魔界王子 devils and realist Makai ōji: Devils and Realist) – manga napisana przez Madokę Takadono i zilustrowana przez Utako Yukihiro, publikowana na łamach magazynu „Gekkan Comic Zero Sum” od października 2009 do lutego 2018. 
Na podstawie mangi studio Doga Kobo wyprodukowało serial anime, który emitowany był od lipca do września 2013. 
W Polsce prawa do dystrybucji mangi nabyło Studio JG. 

## Fabuła
Anglia, 1889 rok. Siedemnastoletni William Twining, genialny arystokrata, dowiaduje się o bankructwie swojej rodziny. Jego życie zostaje nagle wywrócone do góry nogami, kiedy przypadkowo przywołuje demona w rodzinnej piwnicy podczas poszukiwania pieniędzy na opłacenie czesnego. Demon, Dantalion, wyjawia Williamowi, że jest „elektorem” – tym, który wybiera namiestnika piekła, gdy cesarz, Lucyfer, odpoczywa, by odzyskać siły – oraz potomkiem króla Salomona, który miał władzę nad demonami znanymi jako siedemdziesiąt dwa filary. William, który jest naukowym realistą, nie wierzy w demony i odmawia zaangażowania się w walkę o władzę nad piekłem. Jednak Dantalion pozostaje blisko Williama i postanawia chodzić do jego szkoły, dopóki ten nie zostanie wybrany na tymczasowego króla. Do Dantaliona dołączają Sytry i Camio, dwóch z filarów oraz tymczasowi kandydaci, którzy przywiązują się do reinkarnacji ich ukochanego mistrza. Gdy potężniejsze osobistości dowiadują się o starożytnym dziedzictwie Williama i spiskują, by wykorzystać go do swoich celów, William znajduje się w centrum wojny między piekłem a niebem, odkrywając jednocześnie otaczające go tajemnice oraz enigmatyczną przeszłość Salomona.

## Bohaterowie

### Główni
- William Twining (jap. ウイリアム・トワイニング Uiriamu Towainingu)

Seiyū: Takuya Eguchi 
- Kevin Cecil (jap. ケヴィン・セシル Kevin Seshiru)

Seiyū: Jun Fukuyama 
- Dantalion (jap. ダンタリオン Dantarion)

Seiyū: Takuma Terashima 
- Sytry (jap. シトリー Shitorī)

Seiyū: Yoshitsugu Matsuoka 
- Camio (jap. カミオ Kamio)

Seiyū: Tetsuya Kakihara 
- Isaac Morton (jap. アイザック・モートン Aizakku Mōton)

Seiyū: Motoki Takagi 

### Demony
- Gilles de Rais (jap. ジルドレイ Jiru do Rei)

Seiyū: Kōsuke Toriumi 
- Astaroth (jap. アシュタロス Ashutarosu)

Seiyū: Sachi Kokuryu 
- Baalberith (jap. バアルベリト Baaruberito)

Seiyū: Keiji Fujiwara 
- Beelzebub (jap. ベルゼビュート Beruzebyūto)

Seiyū: Shinnosuke Tachibana 
- Samael (jap. サマエル Samaeru)

Seiyū: Akira Ishida 
- Lamia (jap. ラミア Ramia)

Seiyū: Shiori Mikami 
- Amon (jap. アモン)

Seiyū: Kazutomi Yamamoto 
- Mamon (jap. マモン)

Seiyū: Yūto Suzuki 
- Baphomet (jap. バフォメット Bafometto)

Seiyū: Hiroki Yasumoto 
- Leonard (jap. レオナール Reonāru)

Seiyū: Kenshō Ono 
- Eligos (jap. エリュゴス Eryugosu)

Seiyū: Yū Kobayashi 
- Lucyfer (jap. ルシファー Rushifā)

### Ludzie
- Salomon (jap. ソロモン Soromon)

Seiyū: Mitsuki Saiga 
- Mycroft Swallow (jap. マイクロフト・スワロー Maikurofuto Suwarō)

Seiyū: Yūki Ono 
- Ernest Crosby (jap. アーネスト・クロスビー Ānesuto Kurosubī)

Seiyū: Kazuyuki Okitsu 
- Samuel Liddell Mathers (jap. サミュエル・リドル・メイザース Samyueru Ridoru Meizāsu)

- Maria Mollins (jap. マリア・モリンズ Maria Morinzu)

Seiyū: Emi Shinohara, Chinatsu Akasaki (dziecko) 
- Adrian Swallow (jap. エイドリアン・スワロー Eidorian Suwarō)

Seiyū: Dai Matsumoto 
- Elizabeth Dale (jap. エリザベス・デール Erizabesu Dēru)

- Elliot Eden (jap. エリオット・イーデン Eriotto Īden)

- Barton Twining (jap. バートン・ツイニング Bāton Towainingu)

### Aniołowie
- Michael (jap. ミカエル Mikaeru)

Seiyū: Hiroshi Kamiya 
- Raguel (jap. ラグエル Ragueru)

Seiyū: Jun’ichi Miyake 
- Metatron (jap. メタトロン)

- Joanna d’Arc (jap. ジャンヌダルク Jannu Daruku)

Seiyū: Saki Fujita 

## Manga
Seria ukazywała się w magazynie „Gekkan Comic Zero Sum” od 28 października 2009 do 28 lutego 2018. Została również opublikowana w 15 tankōbonach wydanych między 25 maja 2010 a 25 lipca 2018 nakładem wydawnictwa Ichijinsha.
W Polsce manga została wydana przez Studio JG.
| Nr | Język japoński       | Język japoński         | Język polski         | Język polski           |
| Nr | Data wydania         | ISBN                   | Data wydania         | ISBN                   |
| -- | -------------------- | ---------------------- | -------------------- | ---------------------- |
| 1  | 25 maja 2010         | ISBN 978-4-7580-5508-6 | 17 czerwca 2014      | ISBN 978-83-8001-002-4 |
| 2  | 25 listopada 2010    | ISBN 978-4-7580-5556-7 | 17 sierpnia 2014     | ISBN 978-83-8001-015-4 |
| 3  | 25 maja 2011         | ISBN 978-4-7580-5605-2 | 17 października 2014 | ISBN 978-83-8001-019-2 |
| 4  | 24 grudnia 2011      | ISBN 978-4-7580-5672-4 | 28 stycznia 2015     | ISBN 978-83-8001-041-3 |
| 5  | 25 czerwca 2012      | ISBN 978-4-7580-5718-9 | 22 marca 2016        | ISBN 978-83-8001-115-1 |
| 6  | 25 grudnia 2012      | ISBN 978-4-7580-5774-5 | 27 maja 2016         | ISBN 978-83-8001-127-4 |
| 7  | 25 czerwca 2013      | ISBN 978-4-7580-5826-1 | 29 lipca 2016        | ISBN 978-83-8001-146-5 |
| 8  | 25 grudnia 2013      | ISBN 978-4-7580-5869-8 | 10 października 2016 | ISBN 978-83-8001-159-5 |
| 9  | 25 czerwca 2014      | ISBN 978-4-7580-5917-6 | 23 grudnia 2016      | ISBN 978-83-8001-176-2 |
| 10 | 25 grudnia 2014      | ISBN 978-4-7580-5974-9 | 6 marca 2017         | ISBN 978-83-8001-191-5 |
| 11 | 25 lipca 2015        | ISBN 978-4-7580-3077-9 | 10 września 2017     | ISBN 978-83-8001-344-5 |
| 12 | 25 stycznia 2016     | ISBN 978-4-7580-3147-9 | 14 listopada 2018    | ISBN 978-83-8001-372-8 |
| 13 | 25 października 2016 | ISBN 978-4-7580-3235-3 | 17 stycznia 2019     | ISBN 978-83-8001-394-0 |
| 14 | 25 lipca 2017        | ISBN 978-4-7580-3299-5 | 20 marca 2019        | ISBN 978-83-8001-424-4 |
| 15 | 25 lipca 2018        | ISBN 978-4-7580-3371-8 | 2 października 2019  | ISBN 978-83-8001-447-3 |

## Anime
Adaptacja w formie telewizyjnego serialu anime została zapowiedziana 24 grudnia 2012. Została wyprodukowana przez Doga Kobo oraz Pony Canyon. Za reżyserię odpowiadała Chiaki Kon, scenariusz napisała Michiko Yokote, postacie zaś zaprojektowała Kikuko Sadakata. Serial był emitowany od 7 lipca do 22 września 2013 w stacjach TV Tokyo, AT-X, TVA i TVO. Zarówno motyw otwierający, „Believe My Dice”, jak i kończący, „a shadow’s love song”, zostały wykonane przez Takuyę Eguchiego, Takumę Terashimę, Yoshitsugu Matsuokę i Tetsuyę Kakiharę. Licencję na dystrybucję serii nabył Crunchyroll.